# Steinseltz
Steinseltz es una localidad y comuna francesa, situada en el departamento de Bajo Rin en la región de Alsacia.

## Demografía
| 456 | 471 | 491 | 556 | 580 | 615 |
| Para los censos de 1962 a 1999 la población legal corresponde a la población sin duplicidades (Fuente: INSEE [Consultar]) |     |     |     |     |     |

## Personajes célebres
Marie Jaëll ( 1846 - 1925), pianista y profesora de música, desarrolló un método de enseñanza para este instrumento. 